# Legadue 2007-2008
Il Campionato di Legadue di pallacanestro 2007-2008 è stata la settima edizione del torneo organizzato dalla Legadue.
Novara, retrocessa lo scorso campionato, acquista i diritti di Castelletto Ticino per giocare la Legadue. A sua volta Castelletto Ticino è scesa in serie B1.

## Regolamento
Le 16 squadre partecipanti disputano un girone unico all'italiana, con partite d'andata e ritorno. Al termine della stagione regolare, la prima in classifica è promossa in Serie A per la stagione 2008-09, mentre le squadre classificate dal 2º al 9º posto sono ammesse ai play-off, che si giocheranno al meglio delle cinque partite, con le gare 1, 2 e 5 in casa della compagine meglio piazzata in campionato, e che decreteranno il nome della seconda squadra promossa.
Le squadre classificate al 15º e al 16º posto nella stagione regolare retrocederanno in B1.

## Stagione regolare

### Classifica
|  |     | classifica finale 2007-2008 | Pt | G  | V  | P  | PF   | PS   |
|  | --- | --------------------------- | -- | -- | -- | -- | ---- | ---- |
|  | 1.  | Carife Ferrara              | 44 | 30 | 22 | 8  | 2414 | 2217 |
|  | 2.  | Pepsi Caserta               | 40 | 30 | 20 | 10 | 2429 | 2256 |
|  | 3.  | Banco di Sardegna Sassari   | 40 | 30 | 20 | 10 | 2452 | 2385 |
|  | 4.  | Trenkwalder Reggio Emilia   | 38 | 30 | 19 | 11 | 2361 | 2214 |
|  | 5.  | Vanoli Soresina             | 36 | 30 | 18 | 12 | 2537 | 2485 |
|  | 6.  | Fastweb Casale Monferrato   | 36 | 30 | 18 | 12 | 2360 | 2277 |
|  | 7.  | Carmatic Pistoia            | 34 | 30 | 17 | 13 | 2127 | 2131 |
|  | 8.  | Fileni Jesi                 | 34 | 30 | 17 | 13 | 2477 | 2344 |
|  | 9.  | Coopsette Rimini            | 32 | 30 | 16 | 14 | 2456 | 2371 |
|  | 10. | Edimes Pavia                | 26 | 30 | 13 | 17 | 2419 | 2472 |
|  | 11. | TDShop.it Livorno           | 24 | 30 | 14 | 16 | 2341 | 2388 |
|  | 12. | Prima Veroli                | 22 | 30 | 11 | 19 | 2305 | 2496 |
|  | 13. | Indesit Fabriano            | 20 | 30 | 10 | 20 | 2348 | 2442 |
|  | 14. | Aget Service Imola          | 20 | 30 | 10 | 20 | 2226 | 2397 |
|  | 15. | Agricola Gloria Montecatini | 18 | 30 | 9  | 21 | 2233 | 2408 |
|  | 16. | Ignis Novara                | 12 | 30 | 6  | 24 | 2305 | 2507 |

### Risultati
| Prima giornata |                       |          |
| 07-10-07       |                       | 20-01-08 |
| 84-63          | Reggio Emilia-Pistoia | 53-67    |
| 79-83          | Livorno-Casale M.     | 80-75    |
| 84-79          | Pavia-Imola           | 80-88    |
| 86-77          | Rimini-Veroli         | 72-77    |
| 63-76          | Soresina-Caserta      | 74-91    |
| 72-60          | Ferrara-Novara        | 81-50    |
| 75-80          | Fabriano-Sassari      | 71-95    |
| 72-80          | Montecatini-Jesi      | 76-90    |

| Quarta giornata |                       |          |
| 28-10-07        |                       | 10-02-08 |
| 89-76           | Jesi-Fabriano         | 95-77    |
| 92-67           | Rimini-Soresina       | 77-108   |
| 87-85           | Caserta-Casale M.     | 75-85    |
| 71-62           | Montecatini-Ferrara   | 71-86    |
| 66-58           | Pistoia-Livorno       | 58-91    |
| 73-84           | Novara-Pavia          | 79-68    |
| 83-75           | Sassari-Reggio Emilia | 82-84    |
| 94-69           | Imola-Veroli          | 67-76    |

| Settima giornata |                           |          |
| 11-11-07         |                           | 09-03-08 |
| 80-58            | Reggio Emilia-Montecatini | 76-70    |
| 84-66            | Livorno-Jesi              | 73-70    |
| 92-84            | Pavia-Caserta             | 61-80    |
| 89-74            | Rimini-Novara             | 86-73    |
| 76-81            | Casale M.-Soresina        | 72-83    |
| 66-69            | Fabriano-Pistoia          | 65-71    |
| 76-51            | Sassari-Imola             | 80-66    |
| 82-69            | Veroli-Ferrara            | 64-70    |

| Decima giornata |                       |          |
| 02-12-07        |                       | 30-03-08 |
| 101-103         | Pavia-Soresina        | 92-99    |
| 82-87           | Rimini-Pistoia        | 75-77    |
| 84-77           | Ferrara-Reggio Emilia | 79-67    |
| 74-51           | Casale M.-Montecatini | 87-83    |
| 67-93           | Novara-Jesi           | 68-92    |
| 83-82           | Sassari-Caserta       | 74-96    |
| 83-68           | Veroli-Livorno        | 84-91    |
| 72-77           | Imola-Fabriano        | 66-68    |

| Tredicesima giornata |                      |          |
| 23-12-07             |                      | 13-04-08 |
| 82-62                | Reggio Emilia-Imola  | 80-59    |
| 83-89                | Livorno-Rimini       | 77-82    |
| 70-65                | Pavia-Casale M.      | 82-92    |
| 70-72                | Jesi-Pistoia         | 68-80    |
| 95-72                | Ferrara-Fabriano     | 81-74    |
| 90-70                | Montecatini-Soresina | 76-70    |
| 71-74                | Novara-Caserta       | 71-80    |
| 81-94                | Veroli-Sassari       | 81-119   |

| Seconda giornata |                      |          |
| 14-10-07         |                      | 27-01-08 |
| 84-90            | Jesi-Pavia           | 72-96    |
| 94-65            | Caserta-Livorno      | 80-67    |
| 78-77            | Casale M.-Fabriano   | 98-97    |
| 99-97            | Novara-Montecatini   | 70-83    |
| 85-76            | Sassari-Rimini       | 99-91    |
| 79-88            | Pistoia-Ferrara      | 64-82    |
| 69-84            | Veroli-Reggio Emilia | 64-78    |
| 83-84            | Imola-Soresina       | 81-91    |

| Quinta giornata |                       |          |
| 01-11-07        |                       | 17-02-08 |
| 74-64           | Reggio Emilia-Caserta | 89-77    |
| 92-86           | Livorno-Novara        | 81-78    |
| 84-93           | Pavia-Ferrara         | 65-83    |
| 90-73           | Rimini-Imola          | 71-80    |
| 70-53           | Casale M.-Pistoia     | 58-60    |
| 83-74           | Fabriano-Montecatini  | 75-85    |
| 81-109          | Sassari-Soresina      | 100-99   |
| 67-89           | Veroli-Jesi           | 87-94    |

| Ottava giornata |                        |          |
| 18-11-07        |                        | 16-03-08 |
| 91-73           | Livorno-Pavia          | 101-88   |
| 75-78           | Jesi-Casale M.         | 86-93    |
| 70-89           | Caserta-Fabriano       | 83-80    |
| 74-72           | Soresina-Reggio Emilia | 85-78    |
| 83-60           | Ferrara-Sassari        | 91-73    |
| 74-87           | Montecatini-Rimini     | 77-85    |
| 84-87           | Novara-Veroli          | 76-85    |
| 75-81           | Pistoia-Imola          | 82-85    |

| Undicesima giornata |                        |          |
| 09-12-07            |                        | 03-04-08 |
| 99-70               | Reggio Emilia-Fabriano | 87-79    |
| 86-77               | Livorno-Soresina       | 67-99    |
| 88-91               | Pavia-Veroli           | 93-79    |
| 95-87               | Jesi-Rimini            | 59-83    |
| 80-69               | Caserta-Pistoia        | 67-77    |
| 66-56               | Ferrara-Imola          | 84-77    |
| 75-78               | Montecatini-Sassari    | 84-105   |
| 78-70               | Novara-Casale M.       | 77-84    |

| Quattordicesima giornata |                      |          |
| 06-01-08                 |                      | 20-04-08 |
| 94-80                    | Livorno-Montecatini  | 81-87    |
| 75-82                    | Rimini-Reggio Emilia | 83-76    |
| 81-80                    | Caserta-Ferrara      | 85-73    |
| 102-88                   | Soresina-Novara      | 86-92    |
| 96-83                    | Casale-Sassari       | 51-55    |
| 85-72                    | Fabriano-Veroli      | 83-87    |
| 66-53                    | Pistoia-Pavia        | 73-86    |
| 52-85                    | Imola-Jesi           | 79-89    |

| Terza giornata |                      |          |
| 21-10-07       |                      | 03-02-08 |
| 78-90          | Reggio Emilia-Novara | 73-68    |
| 73-78          | Livorno-Imola        | 85-81    |
| 64-67          | Pavia-Sassari        | 67-78    |
| 92-77          | Veroli-Casale M.     | 78-91    |
| 84-74          | Soresina-Pistoia     | 59-79    |
| 78-72          | Ferrara-Jesi         | 98-96    |
| 77-72          | Fabriano-Rimini      | 72-88    |
| 63-61          | Montecatini-Caserta  | 79-105   |

| Sesta giornata |                    |          |
| 04-11-07       |                    | 24-02-08 |
| 85-77          | Jesi-Reggio Emilia | 58-76    |
| 79-77          | Caserta-Rimini     | 92-82    |
| 89-80          | Soresina-Fabriano  | 75-80    |
| 67-63          | Ferrara-Livorno    | 87-80    |
| 80-92          | Montecatini-Pavia  | 75-97    |
| 70-76          | Novara-Sassari     | 85-90    |
| 83-66          | Pistoia-Veroli     | 68-70    |
| 78-64          | Imola-Casale M.    | 83-89    |

| Nona giornata |                     |          |
| 25-11-07      |                     | 20-03-08 |
| 98-85         | Reggio Emilia-Pavia | 76-72    |
| 93-89         | Soresina-Ferrara    | 92-98    |
| 75-70         | Casale M.-Rimini    | 75-80    |
| 90-63         | Fabriano-Livorno    | 79-88    |
| 81-92         | Sassari-Jesi        | 73-95    |
| 79-75         | Pistoia-Novara      | 83-87    |
| 75-80         | Veroli-Montecatini  | 83-82    |
| 65-79         | Imola-Caserta       | 63-91    |

| Dodicesima giornata |                         |          |
| 16-12-07            |                         | 06-04-08 |
| 83-76               | Rimini-Ferrara          | 78-77    |
| 91-63               | Caserta-Veroli          | 71-60    |
| 70-69               | Soresina-Jesi           | 82-89    |
| 79-65               | Casale M.-Reggio Emilia | 94-77    |
| 72-79               | Fabriano-Pavia          | 83-85    |
| 83-75               | Sassari-Livorno         | 63-69    |
| 82-70               | Pistoia-Montecatini     | 20-0     |
| 79-74               | Imola-Novara            | 87-85    |

| Quindicesima giornata |                       |          |
| 13-01-08              |                       | 27-04-08 |
| 86-64                 | Reggio Emilia-Livorno | 76-72    |
| 78-76                 | Pavia-Rimini          | 70-92    |
| 98-77                 | Jesi-Caserta          | 84-75    |
| 85-82                 | Ferrara-Casale M.     | 57-64    |
| 71-73                 | Montecatini-Imola     | 99-88    |
| 87-92                 | Novara-Fabriano       | 70-84    |
| 79-80                 | Sassari-Pistoia       | 77-71    |
| 72-77                 | Veroli-Soresina       | 84-92    |

## Play-off
|  | Quarti di finale | Quarti di finale | Quarti di finale | Quarti di finale | Quarti di finale | Quarti di finale | Quarti di finale |  |  | Semifinali    | Semifinali    | Semifinali    | Semifinali | Semifinali | Semifinali | Semifinali |     |    | Finale  | Finale  | Finale  | Finale | Finale | Finale | Finale |  |
|  |                  |                  |                  |                  |                  |                  |                  |  |  |               |               |               |            |            |            |            |     |    |         |         |         |        |        |        |        |  |
|  | 2                | Caserta          | Caserta          | Caserta          | 77               | 82               | 94               |  |  |               |               |               |            |            |            |            |     |    |         |         |         |        |        |        |        |  |
|  | 9                | Rimini           | Rimini           | Rimini           | 69               | 71               | 80               |  |  | Caserta       | Caserta       | Caserta       | Caserta    | 82         | 90         | 79         |     |    |         |         |         |        |        |        |        |  |
|  | 5                | Soresina         | Soresina         | 77               | 70               | 90               | 89               |  |  | Soresina      | Soresina      | Soresina      | Soresina   | 78         | 72         | 73         |     |    |         |         |         |        |        |        |        |  |
|  | 6                | Casale           | Casale           | 86               | 69               | 81               | 84               |  |  |               |               |               |            |            |            |            |     |    | Caserta | Caserta | Caserta | 95     | 77     | 94     | 72     |  |
|  | 4                | Reggio Emilia    | Reggio Emilia    | 76               | 73               | 57               | 73               |  |  |               |               | Jesi          | Jesi       | Jesi       | 81         | 70         | 102 | 70 |         |         |         |        |        |        |        |  |
|  | 7                | Pistoia          | Pistoia          | 56               | 67               | 63               | 62               |  |  | Reggio Emilia | Reggio Emilia | Reggio Emilia | 68         | 73         | 59         | 69         |     |    |         |         |         |        |        |        |        |  |
|  | 3                | Sassari          | Sassari          | Sassari          | 94               | 84               | 76               |  |  | Jesi          | Jesi          | Jesi          | 69         | 66         | 75         | 70         |     |    |         |         |         |        |        |        |        |  |
|  | 8                | Jesi             | Jesi             | Jesi             | 100              | 89               | 89               |  |  |               |               |               |            |            |            |            |     |    |         |         |         |        |        |        |        |  |

## Coppa Italia di Legadue
La Legadue organizza per la quarta volta la Coppa Italia di Legadue, alla quale partecipano le prime 4 squadre classificate al termine del girone di andata del campionato in corso. Il torneo, prende il nome di Final Four, è organizzato dalla città di Ferrara presso il proprio impianto: il PalaSegest. Il torneo si è svolto nei giorni 1º e 2 marzo 2008.
|  | Semifinali | Semifinali | Semifinali |         |      | Finale | Finale | Finale |  |
|  |            |            |            |         |      |        |        |        |  |
|  | 1          | Soresina   | 75         |         |      |        |        |        |  |
|  | 1          | Soresina   | 75         |         |      |        |        |        |  |
|  | 4          | Jesi       | 82         |         |      |        |        |        |  |
|  | 4          | Jesi       | 82         |         | Jesi | Jesi   | 72     |        |  |
|  |            |            |            |         | Jesi | Jesi   | 72     |        |  |
|  |            |            | Ferrara    | Ferrara | 62   |        |        |        |  |
|  | 2          | Ferrara    | Ferrara    | Ferrara | 62   | 85     |        |        |  |
|  | 2          | Ferrara    |            |         |      |        |        |        |  |
|  | 3          | Sassari    | 72         |         |      |        |        |        |  |

Sul sito della Legadue, è possibile vedere i tabellini completi della prima semifinale Archiviato il 24 aprile 2008 in Internet Archive., della seconda semifinale Archiviato il 24 aprile 2008 in Internet Archive. e della finale Archiviato il 23 marzo 2015 in Internet Archive..

## Statistiche individuali
| pos | marcatori 2007-2008         | pres | punti | media |  | pos | marcatori 2007-2008           | pres | punti | media |
| --- | --------------------------- | ---- | ----- | ----- |  | --- | ----------------------------- | ---- | ----- | ----- |
| 1.  | Tim Pickett (Imola)         | 29   | 649   | 22,37 |  | 16. | Keith Carter (Veroli)         | 30   | 508   | 16,93 |
| 2.  | Luis Flores (Fabriano)      | 17   | 378   | 22,24 |  | 17. | Tyrone Grant (Veroli)         | 29   | 475   | 16,38 |
| 3.  | Alvin Young (Reggio Emilia) | 28   | 564   | 20,14 |  | 18. | Paul Marigney (Reggio Emilia) | 30   | 487   | 16,23 |
| 4.  | Rashad Anderson (Livorno)   | 30   | 597   | 19,90 |  | 19. | Thomas Mobley (Pavia)         | 30   | 486   | 16,20 |
| 5.  | B.J. McKie (Pavia)          | 26   | 513   | 19,73 |  | 20. | Brent Darby (Sassari)         | 29   | 467   | 16,10 |
| 6.  | Boo Davis (Pistoia)         | 29   | 561   | 19,34 |  | 21. | Rashad Bell (Rimini)          | 30   | 465   | 15,50 |
| 7.  | Andre Collins (Ferrara)     | 29   | 557   | 19,21 |  | 22. | Ray Tutt (Caserta)            | 29   | 441   | 15,21 |
| 8.  | Taquan Dean (Casale M.to)   | 22   | 421   | 19,14 |  | 23. | Otis George (Casale M.to)     | 29   | 438   | 15,10 |
| 9.  | Trent Whiting (Sassari)     | 25   | 478   | 19,12 |  | 24. | Quadre Lollis (Soresina)      | 30   | 453   | 15,10 |
| 10. | Michele Maggioli (Jesi)     | 30   | 561   | 18,70 |  | 25. | Sōtīrīs Gkioulekas (Veroli)   | 29   | 436   | 15,03 |
| 11. | Brandon Bowman (Novara)     | 17   | 317   | 18,65 |  | 26. | Ryan Hoover (Jesi)            | 29   | 432   | 14,90 |
| 12. | Jermaine Boyette (Livorno)  | 30   | 542   | 18,07 |  | 27. | Andrea Niccolai (Montecatini) | 26   | 381   | 14,65 |
| 13. | J.R. Reynolds (Soresina)    | 30   | 530   | 17,67 |  | 28. | Troy Ostler (Livorno)         | 18   | 263   | 14,61 |
| 14. | Omar Thomas (Rimini)        | 30   | 529   | 17,63 |  | 29. | Elton Tyler (Pistoia)         | 29   | 420   | 14,48 |
| 15. | David Moss (Jesi)           | 30   | 517   | 17,23 |  | 30. | Rodney Elliott (Montecatini)  | 29   | 416   | 14,34 |

| pos | rimbalzisti 2007-2008           | pres | rimb. | media |  | pos | rimbalzisti 2007-2008          | pres | rimb. | media |
| --- | ------------------------------- | ---- | ----- | ----- |  | --- | ------------------------------ | ---- | ----- | ----- |
| 1.  | Otis George (Casale M.to)       | 29   | 331   | 11,41 |  | 16. | Rashad Bell (Rimini)           | 30   | 191   | 6,37  |
| 2.  | Alex Bougaïeff (Fabriano)       | 30   | 312   | 10,40 |  | 17. | Thomas Mobley (Pavia)          | 30   | 186   | 6,20  |
| 3.  | Peter Ezugwu (Imola)            | 28   | 274   | 9,79  |  | 18. | Troy Ostler (Livorno)          | 18   | 110   | 6,11  |
| 4.  | Tyrone Grant (Veroli)           | 29   | 247   | 8,52  |  | 19. | Mattia Soloperto (Montecatini) | 29   | 177   | 6,10  |
| 5.  | Michele Maggioli (Jesi)         | 30   | 239   | 7,97  |  | 20. | Manuel Vanuzzo (Sassari)       | 30   | 181   | 6,03  |
| 6.  | Elton Tyler (Pistoia)           | 29   | 217   | 7,48  |  | 21. | Antti Nikkilä (Sassari)        | 30   | 180   | 6,00  |
| 7.  | Bernd Volcic (Casale M.to)      | 30   | 219   | 7,30  |  | 21. | Rodger Farrington (Jesi)       | 30   | 180   | 6,00  |
| 8.  | Oluoma Nnamaka (Ferrara)        | 23   | 165   | 7,17  |  | 23. | Luca Infante (Reggio Emilia)   | 30   | 175   | 5,83  |
| 9.  | Quadre Lollis (Soresina)        | 30   | 214   | 7,13  |  | 24. | Rodney Elliott (Montecatini)   | 29   | 168   | 5,79  |
| 10. | Harold Jamison (Ferrara)        | 29   | 204   | 7,03  |  | 25. | Tim Pickett (Imola)            | 29   | 163   | 5,62  |
| 11. | Benjamin Ortner (Reggio Emilia) | 30   | 205   | 6,83  |  | 26. | Peter Guarasci (Rimini)        | 30   | 168   | 5,60  |
| 12. | Omar Thomas (Rimini)            | 30   | 204   | 6,80  |  | 27. | Chris Heinrich (Pavia)         | 21   | 117   | 5,57  |
| 13. | Brandon Bowman (Novara)         | 17   | 114   | 6,71  |  | 28. | David Brkic (Pavia/Caserta)    | 30   | 165   | 5,50  |
| 14. | Arthur Johnson (Caserta)        | 22   | 144   | 6,55  |  | 29. | Donzel Rush (Montecatini)      | 15   | 82    | 5,47  |
| 15. | David Moss (Jesi)               | 30   | 193   | 6,43  |  | 30. | Phil Martin (Novara)           | 30   | 163   | 5,43  |

| pos | assist 2007-2008              | pres | ass. | media |  | pos | assist 2007-2008               | pres | ass. | media |
| --- | ----------------------------- | ---- | ---- | ----- |  | --- | ------------------------------ | ---- | ---- | ----- |
| 1.  | Mats Levin (Novara/Pavia)     | 28   | 120  | 4,29  |  | 16. | Guido Meini (Veroli)           | 29   | 65   | 2,24  |
| 2.  | Randolph Childress (Caserta)  | 30   | 121  | 4,03  |  | 17. | Ariel Filloy (Rimini)          | 29   | 61   | 2,10  |
| 3.  | Andre Collins (Ferrara)       | 29   | 106  | 3,66  |  | 18. | Brent Darby (Sassari)          | 29   | 59   | 2,03  |
| 3.  | Mauro Morri (Soresina)        | 29   | 106  | 3,66  |  | 19. | Leonardo Busca (Reggio Emilia) | 30   | 61   | 2,03  |
| 5.  | Mike Nardi (Montecatini)      | 29   | 96   | 3,31  |  | 19. | Jermaine Boyette (Livorno)     | 30   | 61   | 2,03  |
| 6.  | Alessandro Piazza (Fabriano)  | 23   | 75   | 3,26  |  | 21. | Keith Carter (Veroli)          | 30   | 60   | 2,00  |
| 7.  | J.R. Reynolds (Soresina)      | 30   | 96   | 3,20  |  | 21. | Andrea Ghiacci (Caserta)       | 30   | 60   | 2,00  |
| 8.  | Daniel Farabello (Ferrara)    | 26   | 80   | 3,08  |  | 23. | Omar Thomas (Rimini)           | 30   | 58   | 1,93  |
| 9.  | Jason Parker (Imola)          | 15   | 45   | 3,00  |  | 24. | Tim Pickett (Imola)            | 29   | 52   | 1,79  |
| 10. | Paul Marigney (Reggio Emilia) | 30   | 87   | 2,90  |  | 25. | David Moss (Jesi)              | 30   | 53   | 1,77  |
| 11. | Ryan Hoover (Jesi)            | 29   | 83   | 2,86  |  | 26. | Boo Davis (Pistoia)            | 29   | 51   | 1,76  |
| 12. | Luis Flores (Fabriano)        | 17   | 45   | 2,65  |  | 27. | Donte Mathis (Casale M.to)     | 28   | 48   | 1,71  |
| 13. | Andrea Niccolai (Montecatini) | 26   | 66   | 2,54  |  | 28. | Anthony Maestranzi (Jesi)      | 30   | 50   | 1,67  |
| 14. | Alvin Young (Reggio Emilia)   | 28   | 70   | 2,50  |  | 29. | Alessandro Bencaster (Pistoia) | 29   | 48   | 1,66  |
| 15. | B.J. McKie (Pavia)            | 26   | 61   | 2,35  |  | 30. | Cristiano Fazzi (Casale M.to)  | 28   | 45   | 1,61  |

| pos | tiratori 2007-2008              | pres | tiri    | media% |  | pos | tiratori 2007-2008            | pres | tiri    | media% |
| --- | ------------------------------- | ---- | ------- | ------ |  | --- | ----------------------------- | ---- | ------- | ------ |
| 1.  | Quadre Lollis (Soresina)        | 30   | 135/209 | 64,59  |  | 16. | Paul Marigney (Reggio Emilia) | 30   | 124/220 | 56,36  |
| 2.  | Bernd Volcic (Casale M.to)      | 30   | 131/205 | 63,90  |  | 17. | Rashad Bell (Rimini)          | 30   | 142/253 | 56,13  |
| 3.  | Harold Jamison (Ferrara)        | 29   | 153/245 | 62,45  |  | 18. | Brandon Bowman (Novara)       | 17   | 99/178  | 55,62  |
| 4.  | Alex Bougaïeff (Fabriano)       | 30   | 113/182 | 62,09  |  | 19. | Luca Infante (Reggio Emilia)  | 30   | 100/180 | 55,56  |
| 5.  | Arthur Johnson (Caserta)        | 22   | 122/199 | 61,31  |  | 20. | Otis George (Casale M.to)     | 29   | 130/236 | 55,08  |
| 6.  | Benjamin Ortner (Reggio Emilia) | 30   | 167/273 | 61,17  |  | 21. | Luis Flores (Fabriano)        | 17   | 111/203 | 54,68  |
| 7.  | Michele Maggioli (Jesi)         | 30   | 208/344 | 60,47  |  | 22. | Andrea Ghiacci (Caserta)      | 30   | 85/157  | 54,14  |
| 8.  | Mauricio Aguiar (Livorno)       | 26   | 120/203 | 59,11  |  | 23. | Phil Martin (Novara)          | 30   | 113/209 | 54,07  |
| 9.  | Thomas Mobley (Pavia)           | 30   | 112/191 | 58,64  |  | 24. | David Moss (Jesi)             | 30   | 153/283 | 54,06  |
| 10. | Peter Ezugwu (Imola)            | 28   | 124/212 | 58,49  |  | 25. | Omar Thomas (Rimini)          | 30   | 175/324 | 54,01  |
| 11. | Ray Tutt (Caserta)              | 29   | 116/199 | 58,29  |  | 26. | Tim Pickett (Imola)           | 29   | 118/220 | 53,64  |
| 12. | Jermaine Boyette (Livorno)      | 30   | 174/301 | 57,81  |  | 27. | Boo Davis (Pistoia)           | 29   | 119/227 | 52,42  |
| 13. | Tyrone Grant (Veroli)           | 29   | 156/270 | 57,78  |  | 28. | J.R. Reynolds (Soresina)      | 30   | 98/190  | 51,58  |
| 14. | Alvin Young (Reggio Emilia)     | 28   | 168/295 | 56,95  |  | 29. | Rodger Farrington (Jesi)      | 30   | 105/204 | 51,47  |
| 15. | Trent Whiting (Sassari)         | 25   | 119/209 | 56,94  |  | 30. | Brent Darby (Sassari)         | 29   | 90/176  | 51,14  |

## Verdetti
- Promossa in serie A1:  Carife Ferrara.
Formazione: Marco Bani, Andrea Schincaglia, Luca Mastella, Harold Jamison, Daniel Farabello, Oluoma Nnamaka, Marco Allegretti, Alessandro Romboli (dal 13/12/2007), Filippo Masoni, Andre Collins, Brian Sacchetti, Giovanni Augusto, Francesco Foiera, Patrick Mutombo (dal 18/03/2008), Valerio Mazzola, Alberto Ferrari, Fabio Zanelli. Allenatore: Giorgio Valli.
- Promossa in serie A1:  Pepsi Caserta.
Formazione: David Brkic (dal 29/02/2008), Dīmītrīs Marmarinos (dal 24/04/2008), Randolph Childress, Ivan Gatto, Alessandro Santoro, Jay Larrañaga, Fernando Labella, Alessandro Frosini, Mario Milone, Antonio Porfido, Sergio Plumari, Domenico Cioffi, Andrea Ghiacci, Ray Tutt, Guillermo Díaz (dal 6/03/2008). Giocatori svincolati o trasferiti: Arthur Johnson (fino al 31/03/2008), Cristiano Grappasonni (fino al 29/02/2008). Allenatore: Andrea Trinchieri (fino al 16/11/2007), Fabrizio Frates (dal 17/11/2007).
- Retrocessa in serie B1:  Agricola Gloria Montecatini.
Formazione: Rodney Elliott, Oyabradoh Enodeh, Gabriele Niccolai, Nicola Natali, Donzel Rush, Mike Nardi, Andrea Niccolai, Emanuele Ercole Ancillai (dal 18/01/2008), Gino Cuccarolo, Shawnta Rogers (dal 15/02/2008), Mattia Soloperto. Giocatori svincolati o trasferiti: Darryl Wilson, Alejandro Gómez, Thierry Zig. Allenatore: Phil Melillo (fino al 16/01/2008), Stefano Tommei (dal 17/01/2008).
- Retrocessa in serie B1:  Ignis Novara.
Formazione: Edoardo Gallazzi, Luca Bertolini, Njegoš Višnjić (dal 14/03/2008), Marco Sambugaro, Simone Cerutti, Maurizio Ferrara (dal 06/12/2007), Phil Martin, Francesco Basei, Walter Santarossa dal (18/01/2008), Brandon Bowman (dal 04/01/2008). Giocatori svincolati o trasferiti: Giorgio Mapelli, Hassan Adams, Mats Levin, Davide Cristelli, Jaime Lloreda, Alessandro Bruno, Steve Burtt. Allenatore: Antonio Trullo (fino 15/11/2007), Marco Morganti (dal 16/11/2007 fino al 17/01/2008), Marcello Perazzetti (da 18/01/2008).